# Tímár György (politikus)
Tímár György Tamás (Budapest, 1937. április 26. – 2021. január 15.) magyar ügyvéd, politikus. 1994 és 2002 között az FKGP országgyűlési képviselője.

## Családja
Tímár József (1893–1961) élelmiszervegyész és Neuberger Izabella gyermekeként született. Apai nagyapja Neuberger Márk (?–1938) Jász-Nagykun-Szolnok vármegye főügyésze volt. Teljes rokonsága a holokauszt áldozatául esett.

## Életpályája
1955-ben a budapesti Madách Imre Gimnáziumban érettségizett. 1960-ban szerzett jogi diplomát az Eötvös Loránd Tudományegyetemen. 1963-ban ügyvéd-jogtanácsosi szakvizsgát tett.
1965-ben politikai koncepciós perben öt év börtönbüntetésre, teljes vagyonelkobzásra és foglalkozástól való eltiltásra ítélték. 24 év múlva, 1989-ben a Legfelsőbb Bíróság bűncselekmény hiányában felmentette. 1990. május 1-jén lépett be az FKGP-be. 1991 májusától 1992 év végéig a Budapesti Zsidó Hitközség (BZSH) és a Magyarországi Zsidó Hitközségek Szövetségének (MAZSIHISZ) elnöke volt. 1994 és 2002 között két cikluson át az FKGP képviseletében országgyűlési képviselőként dolgozott.